# ديفيد بيري
ديفيد بيري (30 يونيو 1929 في نيوزيلندا - 23 أغسطس 2007) (بالإنجليزية: David Perry)‏ هو لاعب كريكت نيوزلندي.

## وصلات خارجية
- ديفيد بيري على موقع إي آس بي آن كريك إنفو (الإنجليزية)